# 原鳥類
原鳥類（げんちょうるい、Paraves）は、羽盗類に属する恐竜の一群である。

## 説明
ブランチによるクレードであり、オヴィラプトロサウルス類より鳥類に近い恐竜を含むものと定義されている。原鳥類は、鳥群（Avialae）とデイノニコサウルス類（Deinonychosauria）という2つの主要なサブグループを含む。鳥群は、ジェホロルニスと現生鳥類を含み、デイノニコサウルス類には、ドロマエオサウルス科とトロオドン科を含む。
原鳥類は、他の獣脚類のように、後足を使って二足歩行する。ほとんどの獣脚類が3本の趾を地面に着いて歩いたのに対し、多くの原鳥類（ドロマエオサウルス、トロオドン、初期の鳥群）は、足跡の化石から第2趾は地面から離れ、第3趾と第4趾で自分の体重を支えていた。これは、二趾足機能と呼ばれている 。第2趾は、丈夫で大型化し、爪は鉤状に湾曲している。この爪は、特に大きく、大型獣で肉食のeudromaeosaurisでは左右に平らである。これらの原始種では、第1趾は、たいてい小さく、体の中心に向かって内側に向いている。しかし、鳥系統のより多くの分化した仲間では、まったく反対方向となっている 。ある種（Balaur bondoc）は、第2趾と並行となった第1趾を持っている。B.bondoc は、第1趾、第2趾とも引っ込めることができ、大きくて鉤爪をもっている。
コエルロサウルス類からは手根節がますます不均等になり、その傾向により、前肢が伸び、羽毛が精巧な構造となり、それにより、翼で飛ぶことができるようになった。
原鳥類の歯は、湾曲でのこぎり状であり、Dromaeosaurus albertensis のような特別な種を除いて、平面状ではなかった。ドロマエオサウルス類とトロオドン類の歯の前歯は、のこぎり状の形態で、大変小さくて細かいが、奥歯は大変大きくてフック状の鋸歯であった。原鳥類は、一般に大きくて翼に変化した前脚をもつが、それらは飛ばない鳥やトロオドンのような絶滅種では小さくなった。その翼は、初期の段階では、3つの大きな柔軟で爪のある指が存在していた。その指は、進化の系統の過程で融合、固定化し、爪は小さくなるか、消滅した。
大半のドロマエオサウルス類は、肉食であったとみられるが、いくつかの小型化した種（とりわけトロオドン類と鳥群）では、少なくとも雑食であったと知られている。そして、雑食性がこのグループの祖先の状態であり、いくつかの系統が肉食へ進化した可能性もある。

### 体の小型化の傾向
小型化と早熟化が、原鳥類で見られた。原鳥類の先祖はジュラ紀前期（2億年前）に体の大きさを小さくし始めた。化石から、獣脚類の系統は、他のグループよりも 4 倍早く進化し、他の恐竜の系統より、160分の1に小さくなった。Turnerら(2007)は、著しい小型化は、このクレードの祖先で見られ、その共通の祖先は、約65cm、600-700ｇの大きさであったと提案している。Eumaniraptora類では、ドロマエオサウルス類が3回、トロオドン類が1回の独立したイベントを通じて大型化したが、鳥群では小さくなり続けた。化石から、原鳥類の初期のすべて種は小型化し始めたが、その中のトロオドン類とドロマエオサウルス類は、白亜紀を通じて継続的に、体のサイズを大きくしていった。

### 羽毛
原鳥類は、鳥類、ドロマエオサウルス類、トロオドン類との共通のクレードであり、オヴィラプトロサウルスの祖先ではない。 ほとんどはこの動物についての確信によって言われえない。しかし、Xuら(2003)(2005)、Huら(2009)は、基本型と4つの翼をもった初期の原鳥類を発掘した。それらの数種は地上生活に適応し、鳥群は、飛行能力を進化させ、樹上生活に適応した。新たな研究により、形質、羽ばたき、着陸は、原鳥類の先祖の形質であったが、力強く羽ばたく形質への進化は、現生鳥類への系統にて1回だけしか現れなかった。

### 鉤爪の機能

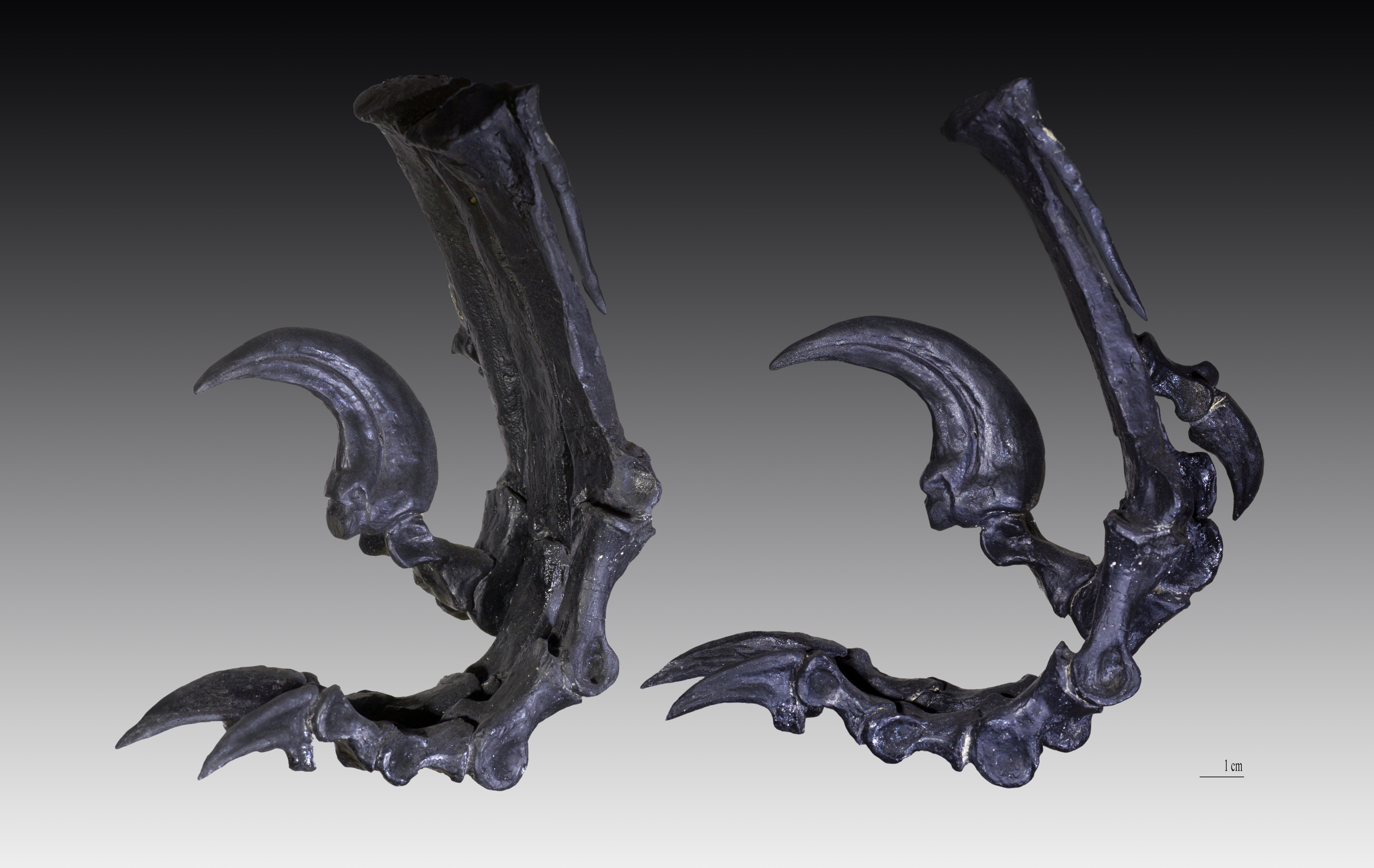
デイノニクスの鉤爪

原鳥類のよく知られた特徴の一つは第2趾上にある大きくて曲がった鉤爪の存在である。第2趾は、鉤状の爪を持ち、歩行時は、地面から離れている。最も顕著な例としてドロマエオサウルス類とトロオドン類があげられる。この特徴あるつめと脚（eudromaeosauris類の短くなった中足肩のように）の解剖学的な変化は、20世紀中盤から知られており、それらの機能はほとんど推測であった。初期の推測は、爪を大きな獲物の内臓をかき出す道具として見ていた。このシナリオでは、短くなった上脚は、キック能力を改善する強力な腱のアンカーポイントとしての用に当てられたと思われる。だが、実際のつめの形についてのさらなる研究により、つめの裏面は、反り返りに弱く、効果的な切り裂き道具はなく、鉤り道具であると思われた。 Manningらは、2006年にそのつめは、鉤り金具と同様のものであり、登るために使われ、そして、この大型の種あるいは個体では、大型の獲物の腹を持ち上げるのに使われた。
大きくなった鉤爪の機能の研究は、fowlerとその同僚らによって2011年に発表された。その結論は、Manningとその仲間らによる早期の研究は正しく、鉤爪は切る武器としては役に立たなかったとされる。様々な原始鳥類のつめと足の構造を現生鳥類のものとを比較することにより原始鳥類での実際の作用を解明した。Fowlerとその同僚は、多くの現生する肉食鳥類は、第2趾のつめが大きくなっている。現生猛禽類では、それらの爪は、自分と同等あるいは小型の餌をとらえて保持するために使っている。そして自分の体重で餌を地面に押さえつけて生きた状態で食べる。Fowlerとその同僚は、この習性はデイノニクスのような進化したドロマエオサウルス類と解剖学的に一致し、デイノニクスは、第1趾が反対の方向にあり、趾と脚には強い腱があったと示唆した。ドロマエオサウルス類は、獲物を地面に押さえつける目的で獲物を刺してとらえるために爪を使用し、翼を浅く羽ばたかせたり、尾を動かすことで自身の安定性を保ったとされる。原始ドロマエオサウルス類とトロオドン類では、その足は、つめは大きくなく、フック状ではなかった。加えて、趾の関節は、進化したドロマエオサウルスがただ上下運動だけであるのに対して動く範囲が広く、内側の足趾のみ使って、獲物を押さえつけることができ、脚は強くはなかった。

## 分類
原鳥類というクレードは、1997年ポール・セレノが命名した。セレノは、それをオヴィラプトルより現生鳥類(Neornithes)に近いすべてのマニラプトル類を含むブランチベースのクレードであると定義した。
同年（1997年）、ノードベースのクレードであるエウマニラプトラ（真マニラプトラ）が、Padian、Hutchinson、Holtzによって命名された。原鳥類とエウマニラプトラ類は、一般的には同義語であるが、同一の内容ではない。AgnolinとNovas(2011)は、Scansoriopterygidaeとアルヴァレスサウルスは、原鳥類に含まれるが、エウマニラプトラ類には含まれないとした。Turner、makovicky、Norell(2012)は、エピデクシプテリクスは、エウマニラプトラ類に含まれない原鳥類であるとした。最も近い定義である 「ドロマエオサウルスよりスズメ属に近いすべてのタクサを含む獣脚類」 は、Agnolin とNovas(2013)が使用したAveraptoraである。
1960年代以降、ドロマエオサウルス類とトロオドン類は1つのグループあるいはクレードに分類され、そのグループはデイノニクス類と名付けられた。デイノニクス類は、はじめ、鉤爪があり、引き込めることのできる第2趾の存在を基本としていた（今は、いくつかの鳥群にも存在していることが知られている）。デイノニクス(Deinonychosauria)は、エドウィン・ハリス・コルバートとデイル・ラッセルによって1961年に命名され、1986年、ジャック・ゴーティエによってクレード（鳥よりもドロマエオサウルス類に近いすべての獣脚類）に位置づけられた。しかし、最近のいくつかの研究により、ドロマエオサウルス類とトロオドン類は、鳥類よりも両者が近い関係であることであるという仮説に疑問が出ていた。トロオドン類は、ドロマエオサウルス類よりも鳥類に近いことが分かった。デイノニクス類は、鳥よりもドロマエオサウルス類に近いすべての動物としてもともと定義されていたので、デイノニクス類は、トロオドン類に関係なく、ドロマエオサウルスのシノニムとなるのであろう。
2015年、Chatterjeeは、自著「The Rise of Birds: 225 Million Years of Evolution」（2刷）において、Tetrapteygideを創設し、そのクレードにミクロラプトル、シャオティンギア 、アウロルニス、Anchiornisを含め、それらは、鳥群の姉妹群に位置づけた。